# Lhok Merbo (Tanah Jambo Aye)
Lhok Merbo is een bestuurslaag in het regentschap Aceh Utara van de provincie Atjeh, Indonesië. Lhok Merbo telt 532 inwoners (volkstelling 2010).